# アレキサンダー・ブラシウ

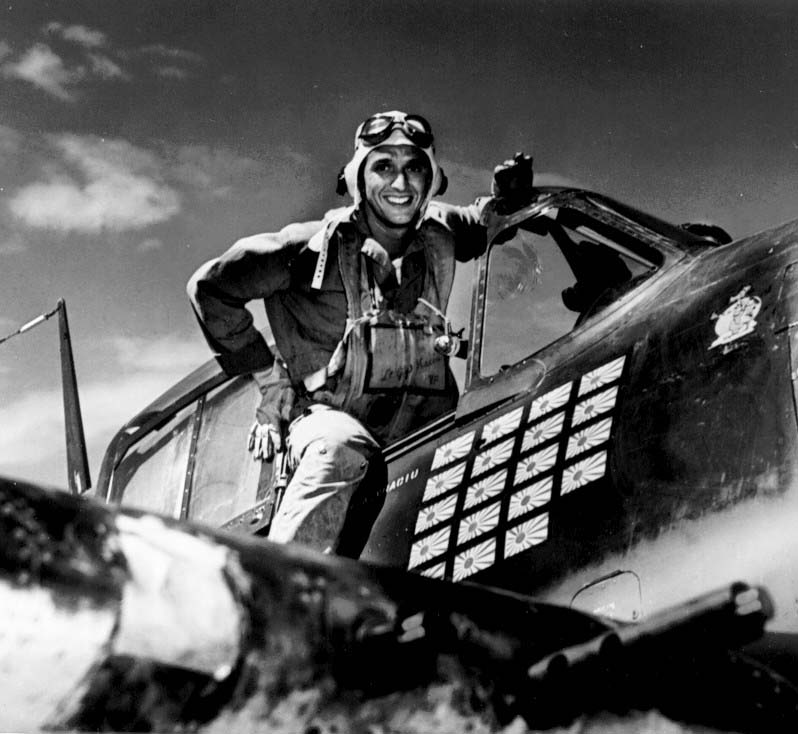
アレキサンダー・ブラシウ

アレキサンダー・ブラシウ（Alexander Vraciu、1918年11月2日 - 2015年1月29日）は米海軍で19機を撃墜した第二次世界大戦中のエース・パイロット。ルーマニア移民の子供としてインディアナ州に生まれた。
1942年に海軍飛行学校を卒業、1943年10月から戦闘に参加。初撃墜は1943年10月6日のウェーク島上空、その後空母レキシントンの編隊長として、トラック、マリアナを転戦した。「マリアナの七面鳥撃ち」では8分間に僅か360発の射弾で6機の「彗星」艦爆を撃墜した。1944年12月14日ルソン島攻撃時に被弾し降下、ゲリラに救出されアメリカ軍上陸までゲリラを指揮した。
1964年に中佐の階級で退役後、銀行員となる。2015年1月29日、カリフォルニア州ウェストサクラメントの高齢者施設で死去、96歳。アルツハイマー病を患っていたという。